# Isole (film)
Pour la rivière bretonne, voir Isole.
Pour plus de détails, voir Fiche technique et Distribution.
Isole est un film dramatique italien réalisé par Stefano Chiantini et sorti en 2011.

## Synopsis
Ivan est un immigrant clandestin à la recherche d'un emploi. Il travaille comme maçon et vit dans un petit appartement avec son père malade. Un jour, il se rend aux îles Tremiti pour chercher du travail, mais il ne peut pas revenir comme prévu et doit prolonger son séjour. Il y rencontre deux personnes, très différentes, qui décident de l'aider. La première est Don Enzo, un prêtre qui vit dans une petite propriété et s'occupe de ses abeilles. La seconde est Martina, une jeune femme qui, depuis la mort de sa fille, s'est enfermée dans le silence et vit dans la maison de don Enzo, son vieux tuteur. Peu à peu, Martina et Ivan se lient d'amitié, et même Don Enzo se prend d'affection pour le jeune homme.
Tous trois n'ont rien en commun, sauf une chose : ils vivent dans l'isolement, parce qu'ils sont différents des autres.

## Fiche technique
- Titre original italien : Isole[1]
- Réalisateur : Stefano Chiantini
- Scénario : Stefano Chiantini
- Photographie : Vladan Radovic
- Montage : Luca Benedetti
- Musique : Piernicola Di Muro
- Décors : Ludovica Ferrario, Massimo Pauletto (it)
- Production : Gianluca Arcopinto (it), Sada Selvaggia
- Sociétés de production : Obraz Film
- Pays de production :  Italie
- Langue originale : italien
- Format : couleurs
- Durée : 92 minutes
- Genre : drame
- Dates de sortie :
  - Canada : 14 septembre 2011 (Festival du film de Toronto)
  - Italie : 11 mai 2012
  - France : 27 octobre 2012 (Festival du film italien de Villerupt)

## Distribution
- Asia Argento : Martina
- Giorgio Colangeli : Don Enzo
- Anna Ferruzzo : Vilma, la sœur de Don Enzo
- Ivan Franěk : Ivan
- Pascal Zullino : Rocco, le compagnon de Vilma
- Eugenio Krauss : l'homme violent